# Ángela Hernández Núñez
Ángela Hernández Núñez (Buena Vista, 6 de mayo de 1954) es una escritora, educadora y feminista dominicana, especializada en temas de la mujer y literatura. Es una defensora de los derechos humanos y civiles con énfasis en los derechos de las mujeres.

## Trayectoria
Nació en Buena Vista, municipio de Jarabacoa, provincia de La Vega en 1954. Es hija de Yrene Núñez y Eloy Hernández, que tuvieron otros dos hijos. Con 17 años se trasladó a la capital, Santo Domingo para seguir sus estudios eligiendo la carrera de ingeniería química en la Universidad Autónoma de Santo Domingo (UASD), terminando sus estudios y graduándose con honores, aunque su auténtica vocación era la literatura.  
Durante 10 años formó parte del departamento de ingeniería química en la Universidad Autónoma de Santo Domingo. Fue condecorada por el Centro de Solidaridad para el Desarrollo de la Mujer. Durante tres lustros, se dedicó principalmente a las labores de organización y educación en comunidades rurales y barrios de Santo Domingo. Ha trabajado en calidad de consultora en materia de género, desarrollo, educación, planificación y medio ambiente para organismos de cooperación internacional, entre otros. Además, fue directora del Centro Nacional de Ayuda y Estudio de la Mujer y miembro del Capítulo Dominicano de Crítica para América Latina. También fue miembro activo del Círculo de Mujeres Poetas y miembro fundador del Grupo de Mujeres Creadoras.
Sus cuentos y poemas se han traducido a siete lenguas.

## Obra (selección)
- 1985 – Emergencia del silencio, ensayos
- 1985 – Tizné y cristal, poemas
- 1985 – Del asombro, poemas
- 1988 – Críticos y creadores, ensayos
- 1989 – Alótropos, cuentos
- 1993 – Masticar una rosa, cuentos
- 1994 – Arca espejada
- 1998 – Telar de rebeldía, poemas
- 1999 – Piedra de sacrificio, cuentos, ganó el Premio Nacional de Cuentos.

## Reconocimientos
En 2016, Ángela Hernández Núñez recibió el Premio Nacional de Literatura Dominicana por su cuento Piedra de sacrificio de 1999. Este reconocimiento de la República Dominicana se otorga anualmente desde 1990 a la labor literaria de un autor.